# Marthe Levasseur
Marthe Levasseur, dite Mère Louve, née le 8 mars 1895 à Paris et morte le 14 octobre 1987 à Saint-Mandé, est une militante de l'éducation populaire, animatrice à la Maison pour Tous de la Mouff, fondatrice de la branche louveteaux des Éclaireurs de France ainsi que des CEMÉA.

## Biographie

### Enfance et formation
Marthe Levasseur est la fille du commissaire de police du 5ème arrondissement de Paris. Elle a deux sœurs, Marguerite et Thérèse, et poursuit des études primaires.

### Engagement à Chez Nous
En 1909, à 14 ans, Marthe Levasseur est emmenée par une amie assister à une conférence sur un livre dans un cercle d'étude rue Mouffetard. Ce cercle d'étude fait partie de l'association d'éducation populaire Chez Nous, qui vient d'être fondée par Cathe Descroix,.
À la suite de cela, Marthe Levasseur devient membre de Chez Nous, ainsi que du Sillon, mouvement auquel appartient Cathe Descroix et d'autres membres de Chez Nous. À l'époque, la réputation de la rue Mouffetard était mauvaise (« ce sont des voyoux »), et les parents de Marthe Levasseur avaient peur qu'il lui arrive malheur en participant aux activités dans cette rue.
Pour permettre à l'association Chez Nous d'avoir des moyens financiers, Cathe Descroix a loué un magasin rue de l'Épée de Bois, où elle vend des chaussures. Cela lui permet d'animer des conférences, de tenir un bar anti-alcoolique, et d'organiser des colonies de vacances pour les enfants du quartier, avec des groupes mixtes, ce qui est rare pour l'époque.
En 1910, Cathe descroix confie pour la première fois à Marthe Levasseur, qui avait 15 ans, la direction d'une colonie de vacances,. Marthe Levasseur est fière de cette responsabilité, mais en prend la mesure au cours de l'été.
Cependant, en 1910, la vente des chaussures n'est pas suffisante, et Cathe Descroix doit accepter un emploi de 3 ans en Égypte pour éponger les dettes. Elle laisse alors la responsabilité de Chez Nous à un groupe de jeunes personnes, dont Marthe Levasseur et ses deux sœurs, ainsi qu'André Lefèvre.
Ce dernier, plus âgé du groupe, pallie l'absence de Cathe Descroix. Il loue un local dans la rue Gracieuse, où se tiennent les cercles d’études. En parallèle de son travail bénévole à Chez Nous, Marthe Levasseur devient couturière en chambre.

### Première guerre mondiale
En 1914, le cercle d'étude de Chez Nous suit les idées de la revue « La Paix par le Droit », une revue fondée en 1893 par Théodore Ruyssen, et veut croire qu'avec les idées de cette revue, ainsi que celles de Jean Jaurès et de Marc Sangnier, la guerre est impossible. Quatre jeunes bénévoles de Chez Nous, dont Marthe Levasseur, vont rencontrer en juillet le directeur de la revue, et se rendent comptent alors que celui-ci vient de ressortir son uniforme militaire. À cela s'ajoute l'assassinat de Jean Jaurès, qui finit de détruire leurs illusions sur la paix.
Pendant la guerre, Marthe Levasseur est volontaire à Chez Nous, avec ses deux sœurs. Elles s'occupent notamment de loger dans les locaux de l'association des gens qui en ont besoin.

### L'entre-deux-guerres
Après la première guerre mondiale, l'association Chez Nous déménage au 76 rue Mouffetard, dans le bâtiment d'une ancienne université populaire où Jean Jaurès et Lénine ont donné des conférences.
En 1919, l'association ouvre un cinéma, une bibliothèque, ouvre un groupe d'éclaireurs et éclaireuses, et un restaurant : la table familiale, qui accueille un public de travailleurs manuels, d'étudiants, d'intellectuels. C'est également à cette époque que Marguerite Walther rejoint l'équipe bénévole de Chez Nous.
Entre 1919 et 1920, l'association d'origine chrétienne, questionne avec l'Abbé Jean Viollet, aumônier du groupe, la place de la religion à Chez Nous, alors que le groupe aspire à la neutralité dans un but d'éducation populaire et d'éducation à la démocratie.
Entre 1920 et 1925, il faut également reloger les familles hébergées pendant la guerre dans les locaux de l'association. Chez Nous adhère à l'Association du Logement ouvrier de Jean Viollet, et en devient une section locale. Marthe Levasseur en gère la comptabilité, participe à reloger 80 familles, et aide à meubler celles-ci avec la section bienfaisance de la Samaritaine.

### La Maison pour Tous, dite la Mouff

#### La fondation de la Maison pour Tous
Fin 1921, Cathe Descroix revient en France. En revenant, elle adresse plusieurs reproches à l'équipe de Chez Nous : notamment les groupes séparés de garçons et de filles chez les éclaireurs et les éclaireuses et les réunions de la section sillonniste trop politiques.Les volontaires de l'association se réunissent, et doivent alors voter entre la ligne de Cathe Descroix et celle emmenée par Marguerite Walther. C'est la ligne de cette dernière, portant le travail réalisé en l'absence de Cathe Descroix, qui gagne.
En 1923, à la suite de ce vote, une nouvelle association est créée : La Maison pour Tous,. Sa première présidente est Renée Sainte-Claire Deville.
André Lefèvre et Marguerite Walther, trop pris par les éclaireurs et éclaireuses, donnent à Marthe Levasseur la charge de la Maison pour Tous. Pendant 12 ans, elle reçoit pour ce travail une bourse des États-Unis obtenue par le recteur Sébastien Charléty,.
Le 2 janvier 1930, la Maison pour Tous obtient la reconnaissance d'utilité publique. La même année, son cinéma doit fermer.
Chaque année, Marthe Levasseur organise avec la Maison pour Tous et les éclaireurs des colonies de vacances au moulin de Montmartin (Manche), le lieu de prédilection des colonies de l'association.

#### La Maison pour Tous pendant la seconde guerre mondiale
Pendant la seconde guerre mondiale, la Maison pour Tous dissimule derrière ses activités d'action sociale, de théâtre, de bibliothèque et de cours du soir une troupe d'éclaireurs qui avaient encore des activités en 1941 et 1942, sans uniforme. Cependant, une lettre envoyée par un jeune éclaireur a été interceptée lors d'un contrôle de la ligne de démarcation. Dans la lettre, il était question d'un groupe d'éclaireurs clandestin se livrant à des activités interdites. La Gestapo réussit à remonter à l'origine de cette lettre, et convoque Marthe Levasseur pour qu'elle s'explique. Elle est relâchée après avoir été sermonnée.
De la même manière, la Maison pour Tous cache des réfractaires du service du travail obligatoire, revenus en permission, ainsi que des familles polonaises israélites.
Après des bombardements, la Maisons pour Tous s'engage dans des activités liées au déblaiement des maisons rue Ortolan, et accueille des prisonniers libérés de la gare d'Orsay.

#### La Maison pour Tous après-guerre
Le 23 décembre 1946, Marthe Levasseur rend visite à André Lefèvre, qui vient d'arrêter toutes ses activités, aux Éclaireurs de France, aux CEMÉA et à la Maison pour Tous. Elle le retrouve mort, étendu par terre sous sa table de travail.
En 1947, après le décès d'André Lefèvre, Marthe Levasseur prend la direction de la Maison pour Tous,. L'activité de la Mouff est divisée en deux parties indissociables : la partie maison des jeunes, adhérant à la fédération des maisons des jeunes et de la culture, et la partie centre social, adhérant à la fédération des centres sociaux.
Depuis la fin de la guerre, les salaires de Marthe Levasseur et de sa sœur Marguerite sont pris en charge par la CAF,,,.
En 1953, la Maison pour Tous achète son bâtiment du 76 rue Mouffetard, et toute l'équipe se lance dans des travaux de rénovation.

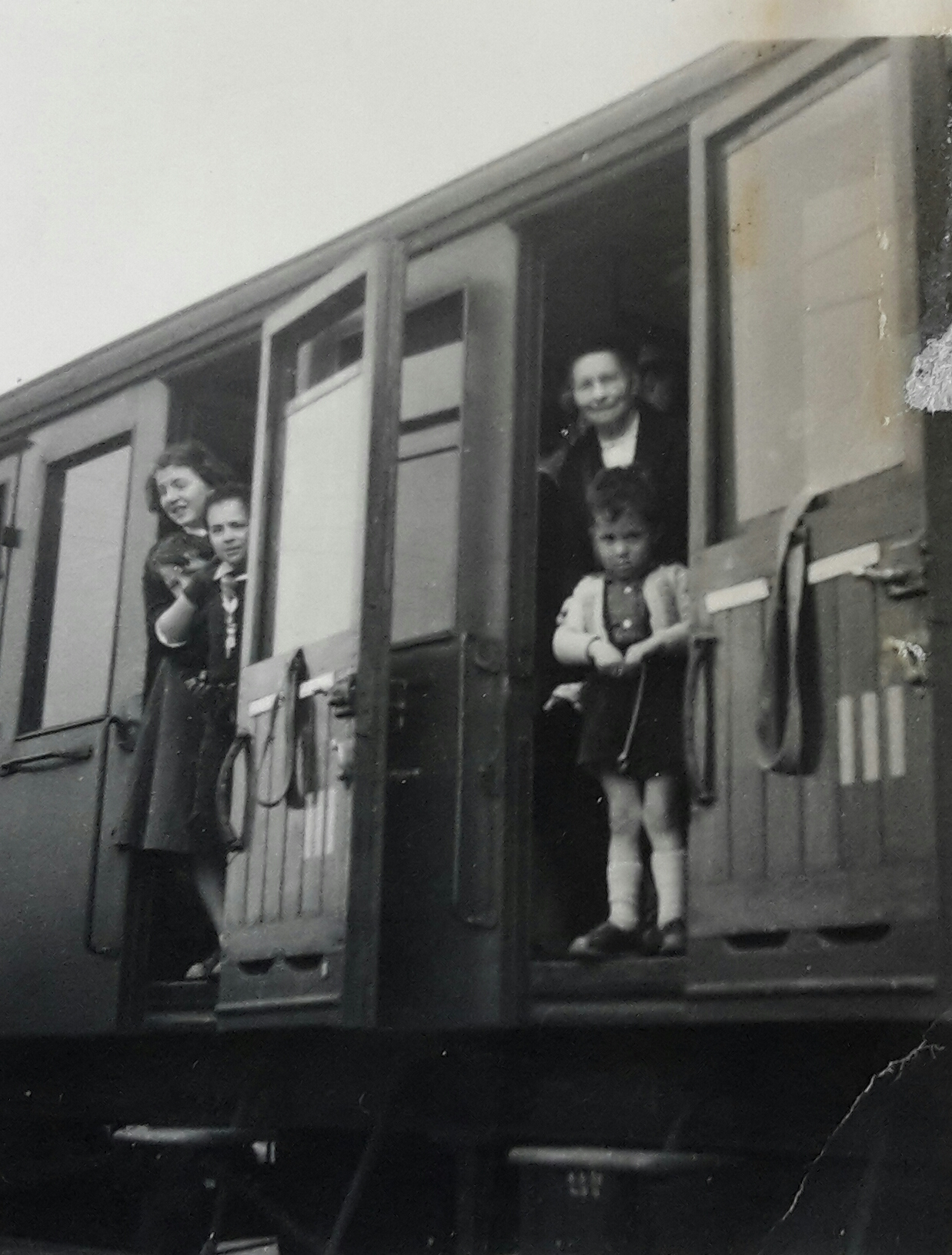
Mère Louve arrivant à Montmartin avec un jeune futur éclaireur

Marthe Levasseur a créé les centres de vacances du Moulin et des Huttières à Montmartin-sur-Mer, elle en sera l'animatrice  tout au long de sa vie. En 1969, elle passera la main à un jeune directeur mais reprendra la direction en 1970. En 1974, la Maison pour Tous éprouve des difficultés, les locaux sont loués aux Populaires Éducatives. Cette association avait entre autres accueilli les réfugiés espagnols sous Franco à l'île de Ré avant la Seconde Guerre mondiale. Cette même année, une réunion avait été organisée à Montmartin pour tenter de trouver des solutions à la désertification de centres de vacances traditionnels. Marthe Levasseur quittera la réunion pour se reposer et confiera à l'un de ses proches collaborateurs : "Ils n'ont rien compris à l'évolution des centres de vacances". En 1975, les Vacances Populaires relouent les locaux. La baignade à Montmartin a été interdite et cela impose des frais de transport pour aller à Hauteville-sur-Mer. De gros problèmes dans la métallurgie font qu'il n'y aura aucun inscrit, La colonie est fermée, les locaux seront rapidement vendus. Le site exceptionnel du Moulin avec sa vue sur la baie de Sienne sera aménagé par un particulier. La colonie des Huttières sera transformée en appartements.
C'est une période de déclin pour la Maison pour Tous. Celle-ci n'a plus de subvention depuis 1968, ce que déplore Marthe Levasseur. La maison s'écroule, les activités se dispersent, il y a peu de bénévoles, et le quartier s'embourgeoise.
Après 1978, Marthe Levasseur reste présente au conseil d'administration de la Maison pour Tous, et aux assemblées générales. La mairie de Paris décide l'expropriation de l'immeuble.
Ainsi, en décembre 1981, c'est la disparition du 76 rue Mouffetard. L'association déménage à Marcoussis, avec l’assentiment de Marthe Levasseur.

### Engagement aux Éclaireurs de France
En 1919, Marthe Levasseur découvre le scoutisme via Marguerite Walther. Le neveu de celle-ci vient de rejoindre les Éclaireurs Unionistes, et cela leur donne l'idée de mettre en place des activités de scoutisme à la Mouff. Marthe Levasseur y crée alors la première meute de louveteaux des Éclaireurs de France,,. Avec la troupe d'Éclaireurs, l'ensemble s'appelle la tribu du Gui, en hommage au Sillon.
Cependant, Marthe Levasseur et Marguerite Walther se posent la question d'ouvrir ces activités aux filles, nombreuses à Chez Nous. En 1920, avec l'arrivée de Renée Sainte-Claire Deville, elles fondent toutes trois la première envolée de Petites Ailes, proposition de louvetisme pour les filles. Au sein des Éclaireurs de France, Marthe Levasseur est totémisée « Mère Louve », elle participe deux fois aux camps écoles de Cappy, ainsi qu'à la première rencontre nationale des responsables louveteaux des Éclaireurs de France,.
Marthe Levasseur devient ainsi commissaire nationale adjointe des louveteaux aux Éclaireurs de France, puis membre du comité directeur de cette association,,,.
En 1923, l'adhésion de la meute louveteaux de Chez Nous aux Éclaireurs de France pousse à la rendre non-mixte. Marthe Levasseur y travaille l'adaptation de la pédagogie des louveteaux à un quartier populaire.
Marthe Levasseur s’investit également dans la formation des cadres des louveteaux des Éclaireurs de France dans les camps écoles de Cappy.
Pendant la seconde guerre mondiale, elle est payée par les Éclaireurs de France pour s'occuper de la zone occupée, avec Ronald Seydoux, Pierre Dejean et Pierre Kergomard,.
Dans les années 1950, Marthe Levasseur continue de s'occuper des Petites Ailes, dont le local est situé au sommet de l'immeuble de la Maison pour Tous.

### Engagement aux CEMÉA
En 1937, Marthe Levasseur participe à la création des Centres d'entraînement aux méthodes d'éducation actives avec Gisèle De Failly et André Lefèvre,. Elle y devient alors instructrice jusqu'en 1940.
De plus, entre 1942 et 1944, elle apporte son aide sur tous les stages de direction des CEMÉA à Soucy (Essonne),.

### Décorations
Prix Corbay de l'Académie des sciences morales et politiques (1935).
Marthe Levasseur est nommée chevalier de la légion d'honneur, en 1952, puis officier de la légion d'honneur en 1982. Cette dernière distinction lui est remise par François Bloch-Lainé au titre du ministère de la Culture,.